# Recuay (província)
Recuay é uma província do Peru localizada na região de  Ancash. Sua capital é a cidade de Recuay.

## Distritos da província
- Catac
- Cotaparaco
- Huayllapampa
- Llacllin
- Marca
- Pampas Chico
- Pararin
- Recuay
- Tapacocha
- Ticapampa